# Прави, Барбара
Барбара́ Прави́ (фр. Barbara Pravi, урождённая — Пье́вич (фр. Piévic); 10 апреля 1993, Париж, Франция) — французская певица, актриса и автор песен сербо-иранского происхождения. После подписания контракта со звукозаписывающей компанией «Capitol Music France» в 2015 году, Прави выпустила три мини-альбома — Barbara Pravi (2018), Reviens pour l’hiver (2020) и Les prières‍ (2021). Она сочиняла песни для многих известных исполнителей — Янника Ноа, Жюли Зенатти, Шимен Бади и Джейдена Смита. В 2020 году Прави, в соавторстве с Ижитом, написала песню для юной певицы Валентины «J’imagine», которая одержала победу на «Детском Евровидении — 2020».
Прави представила Францию на конкурсе песни «Евровидение-2021» с песней «Voilà», заняв второе место в финале конкурса, прошедшего 22 мая 2021 года.

## Биография

### Детство и юность
Прави родилась в Париже 10 апреля 1993 года. Её семья состоит из артистов и музыкантов. Дедушка Прави по отцовской линии — серб, а мать — иранка. Девичья фамилия Барбары — Пьевич (серб. Пјевић) — она выступает под артистическим именем Барбара Прави от слова на сербском языке «права» (серб. права; «аутентично»), как дань уважения к её дедушке.

### 2014—2018: Ранняя карьера
Прави начала свою музыкальную карьеру в 2014 году после знакомства с французским музыкантом Жюлем Жаконелли. Вместе с исполнителем она начала сочинять песни. В следующем году Прави подписала контракт со звукозаписывающей компанией «Capitol Music France». Начав профессиональную карьеру певицы Прави исполнила саундтрек к французской версии швейцарского фильма «Heidi», а после этого сыграла роль Соланж Дюамель в музыкальном шоу «Un été 44» в ноябре 2016 года, исполняя песни, написанные Жан-Жаком Гольдманом, Шарлем Азнавуром и Максимом Ле Форестье.
В 2017 году Прави выпустила свой первый сингл «Pas grandir». Сингл вошёл в её дебютный мини-альбом Barbara Pravi, релиз которого состоялся в следующем году. В том же году Прави снялась в телевизионном фильме «La Sainte famille», который транслировался по телеканалу «France 2» в декабре 2019 года. С 2017 по 2018 года Прави выступала в программе «55 Tour», поддерживая французского певца Флорана Паньи. В конце 2018 года Прави изменила свой музыкальный стиль — с поп-музыки исполнительница перешла на более традиционный жанр Франции — шансон.
Кроме того, 1 июня 2018 года Прави вместе с британским певцом Калумом Скоттом записала версию его песни «You Are the Reason» на французском языке.
Наряду с сочинением собственных песен, Прави сочиняла песни для других известных исполнителей — Янника Ноа, Жюли Зенатти, Шимен Бади и Джейдена Смита.

### 2019 — н.в.: «Евровидение»
В 2019 году Прави, в соавторстве с французским музыкантом Ижитом, сочинила песню «Bim bam toi» для юной французской певицы Карлы Лаззари. С этой песней она представила Францию на «Детском Евровидении — 2019» в Гливице, где заняла пятое место. После конкурса песня обрела вирусную популярность в TikTok’e.
В феврале 2020 года Прави выпустила свой второй мини-альбом «Reviens pour l’hiver».
В 2020 году стало известно, что Прави и Ижит снова сочинили песню для Франции на «Детском Евровидении». Песня получила название «J’imagine» и была сочинена для юной французской певицы Валентины Тронель. С ней она представила Францию на «Детском Евровидении — 2020» в Варшаве, где позже одержала победу с 200 баллами. Эта песня — первая от Франции на этом конкурсе, ставшая победной.
В конце 2020 года стало известно, что Прави станет участницей конкурса «Eurovision France, c’est vous qui décidez!». Она выступила в финале конкурса 30 января 2021 года с песней «Voilà», написанной ею и Ижитом. Прави одержала победу с 204 баллами, получив право представить Францию на конкурсе песни «Евровидение-2021» в Роттердаме. «France Télévisions» просило исполнительницу ранее бороться за право представить Францию на конкурсе песни «Евровидение», но она отказывалась от этой возможности, чувствуя себя не готовой к этому.

## Личная жизнь
Прави очень активна в борьбе с насилием над женщинами, ранее пережив домашнее насилие. Она часто участвовала в музыкальных инициативах, направленных на продвижение идей, связанных с правами женщин. Прави также пригласили выступать в бизнес-школе Эмлион, чтобы рассказать о своей карьере и о том, как она обрела уверенность в себе.
Прави провоцирует свои музыкальные влияния, как Барбара, Жак Брель, Жорж Брассенс, Франсуаза Арди и Луи Арагон.

## Дискография

### Альбомы
- On n’enferme pas les oiseaux (2021)

### Мини-альбомы
| Название             | Детали | Высшая позиция | Продажи |
| Название             | Детали | FRA            | Продажи |
| -------------------- | --- | -------------- | ------- |
| Barbara Pravi        | - Релиз: 15 июня 2018 - Лейбл: Capitol Music France - Форматы: Цифровое скачивание музыки, CD, потоковое мультимедиа   | —              |         |
| Reviens pour l’hiver | - Релиз: 7 февраля 2020 - Лейбл: Capitol Music France - Форматы: Цифровое скачивание музыки, CD, потоковое мультимедиа | —              |         |
| Les prières          | - Релиз: 8 марта 2021 - Лейбл: Capitol Music France - Форматы: Цифровое скачивание музыки, CD, потоковое мультимедиа   | —              |         |

### Синглы
| Название                                           | Год  | Высшая позиция | Альбом               |
| Название                                           | Год  | FRA            | Альбом               |
| -------------------------------------------------- | ---- | -------------- | -------------------- |
| «On m’appelle Heidi»                               | 2016 | —              | Heidi                |
| «Pas grandir»                                      | 2017 | —              | Barbara Pravi        |
| «You Are the Reason» (Калум Скотт и Барбара Прави) | 2018 | —              | Barbara Pravi        |
| «Le Malamour»                                      | 2019 | —              | Внеальбомный сингл   |
| «Reviens pour l’hiver»                             | 2020 | —              | Reviens pour l’hiver |
| «Chair»                                            | 2020 | —              | Внеальбомный сингл   |
| «Voilà»                                            | 2020 | 154            | Внеальбомный сингл   |